# Ponte dei Nibelunghi (Linz)

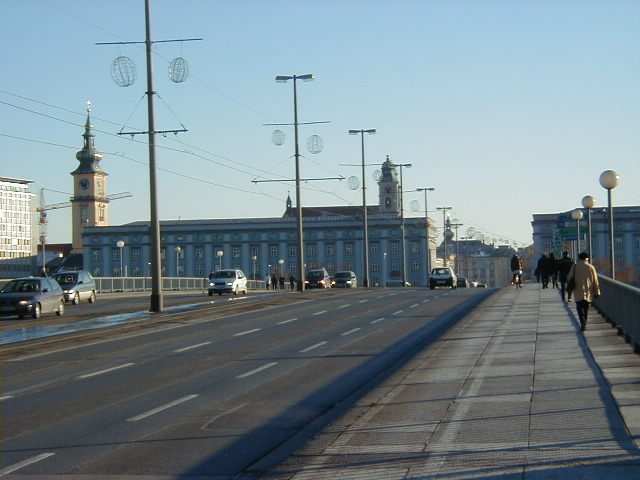
Il ponte, largo 30 m, collega la piazza principale di Linz con la Urfahraner Hauptstraße.

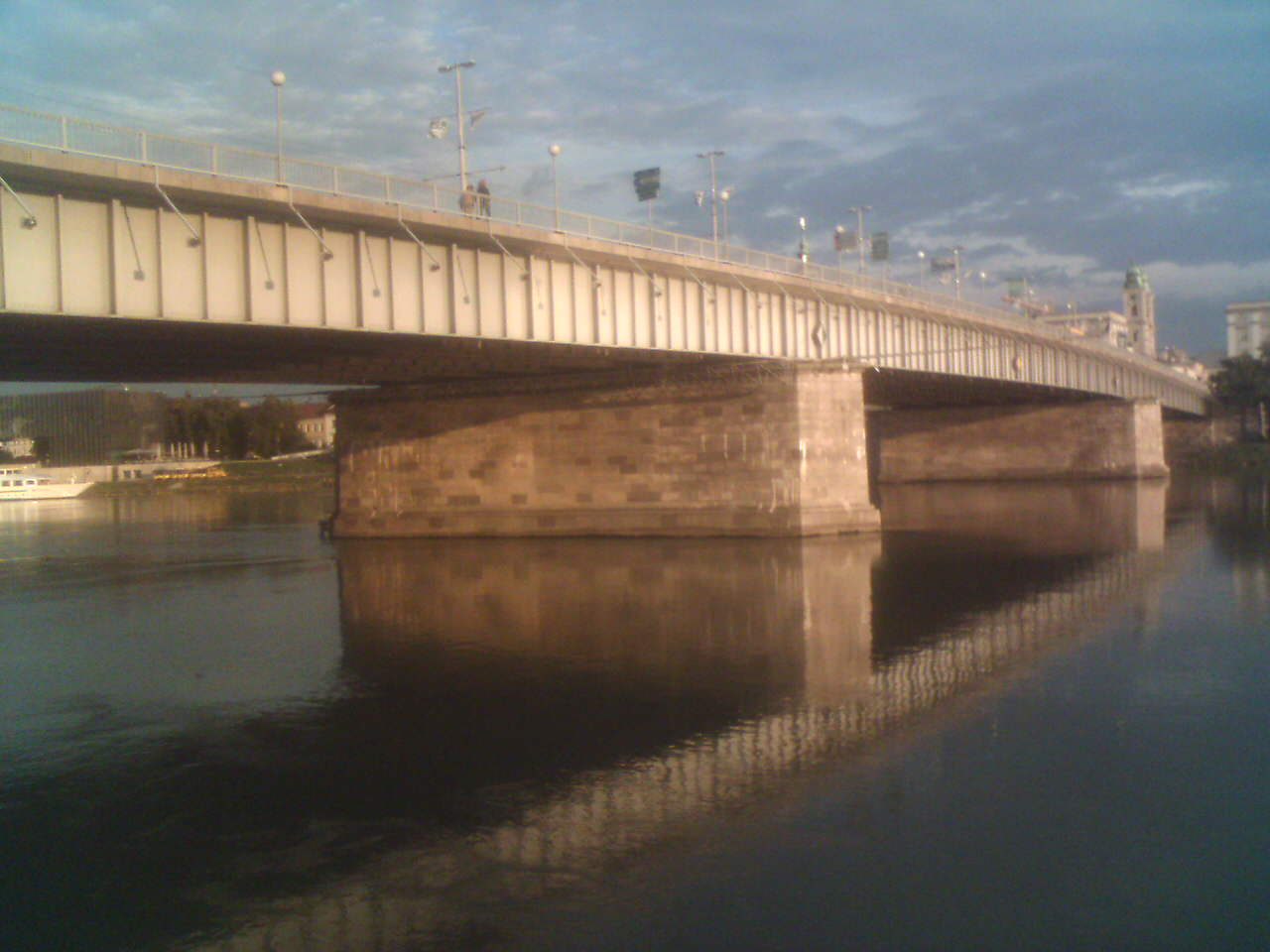
Vista laterale del ponte: due pilastri in materiale lapideo sostengono la struttura in acciaio.

Il Ponte dei Nibelunghi a Linz (Austria) collega il centro cittadino con il quartiere Urfahr. Lungo 250 m e largo 30 m, corre in direzione nord-sud sul Danubio poggiando su due pilastri di cemento. La larghezza del passaggio del ponte tra i pilastri è di 90,1 m, l'altezza libera 7,52 m a livello standard. È il più occidentale dei quattro ponti sul Danubio a Linz. Fu costruito nel triennio 1938-1940 dal III Reich accanto al sito ove sorgeva il primo (e per lungo tempo il solo) ponte di Linz, datato al XVI secolo. Il vecchio ponte fu demolito dopo il completamento di quello nuovo.
La struttura non va confusa con l'omonimo ponte costruito dai nazisti a Ratisbona e distrutto dai bombardamenti degli Alleati nella Seconda Guerra Mondiale.

## Descrizione
Il Ponte dei Nibelunghi ha sei corsie (tre in ciascuna direzione), 900 mm - binari del tram nel mezzo e marciapiedi alti circa 20 cm con pista ciclabile a senso unico in lastre quadrate di granito (1 m di lato) su ogni lato.
Una fila di 9 pezzi 12 sporge nel mezzo alberi alti m che trasportano la linea del tram, bandiere e luci - due uno accanto all'altro. Le ringhiere laterali furono portate da 90 a 110 cm negli Anni '90 e trasportare 17 luci a sfera in 3,5 ciascuna   m altezza.
La struttura è stata straordinariamente illuminata dal 2009 (illuminata da 49 <17 staffe inclinate ciascuna), descrive il canale di navigazione per la navigazione sulla via navigabile e trasporta riflettori radar su staffe orizzontali rinforzate sopra e sotto i due pilastri.
Diverse linee di alimentazione sono pertanto posizionate sotto i marciapiedi e sulla parte inferiore della struttura.

## Storia

### Ponti preesistenti sul sito
Il primo ponte (in legno) eretto per collegare il villaggio di Urfahr con la città di Linz data al 1497 e venne restaurato già nel 1501. La struttura si rivelò fin da subito fondamentale per il collegamento tra la sponda nord e quella sud del Danubio. La gestione di questi ponti (sulle terre del Ducato d'Austria) era al tempo nelle mani della Casa d'Asburgo che autorizzò il ponte di Vienna nel 1439, quello di Krems/Mautern nel 1463 ed il 3 marzo 1497, tramite la c.d. "Lettera del Ponte" a firma dell'allora Re dei Romani Massimiliano I d'Asburgo, quello di Linz.

Dal 1832 circa, per la prima volta, anche i binari attraversarono il ponte, quando fu completata la ferrovia a cavalli České Budějovice - Linz - Gmunden. Nel 1869, la costruzione di un ponte di ferro iniziò nella stessa posizione. Sul lato Urfahraner, tuttavia, il ponte non scorre più nel "Platzl", ma nel Hinsenkampplatz. Nel 1880 fu costruita la prima linea tranviaria trainata da cavalli tra la stazione centrale di Linz e Urfahraner Hinsenkampplatz ed il traffico ferroviario aumentò sempre di più, manifestando che il ponte era troppo stretto per avere abbastanza spazio per i pedoni e il traffico delle carrozze. I piani per un nuovo ponte non poterono però essere realizzati per molto tempo. 

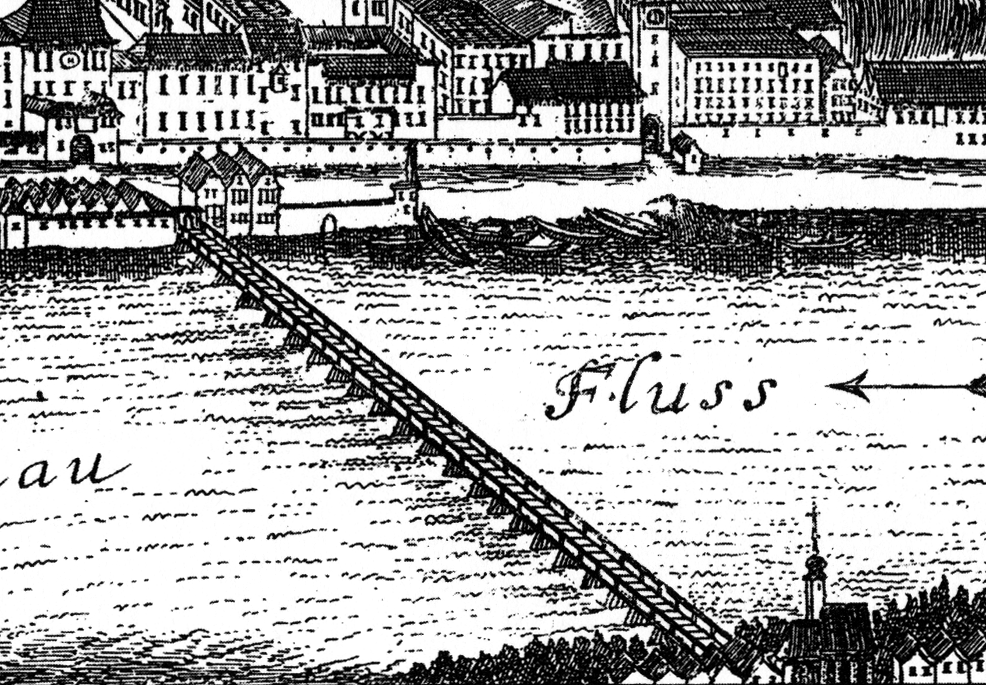
Il ponte di legno di Linz nella veduta della città di Georg Matthäus Vischer del 1674
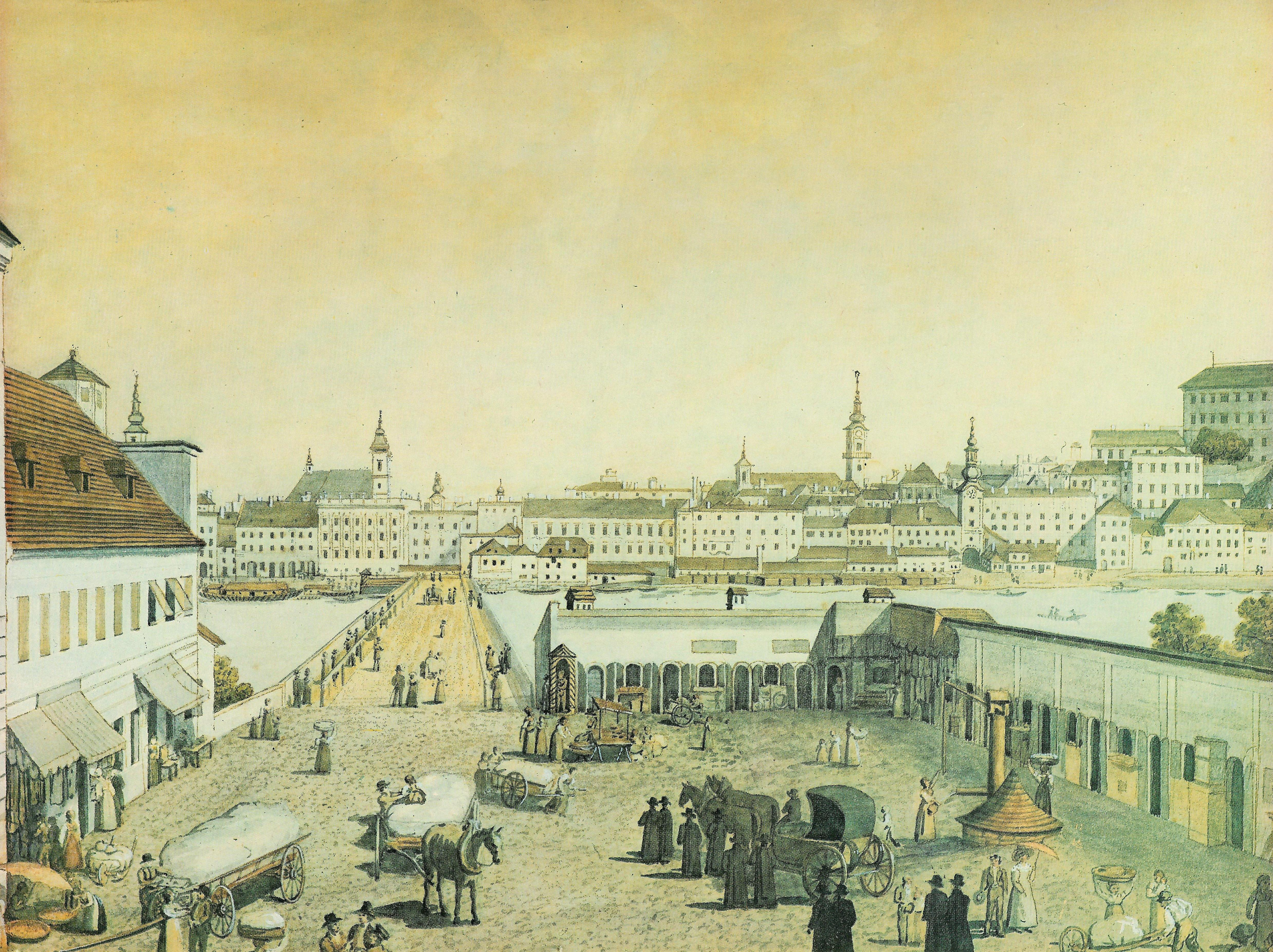
Ponte di legno tra la piazza principale di Linz e il "Platzl" di Urfahr intorno al 1830.

### I progetti del III Reich
Anche il giovane Adolf Hitler, cresciuto a Leonding e scolaro per un certo periodo a Linz, si unì al coro di chi chiedeva un nuovo ponte per la città. Gli schizzi di suo pugno pervenutici, dimostrano che Hitler aveva idee per un nuovo ponte a Linz già nel 1925. Dopo l'Anschluss del 1938, Hitler volle fare di Linz una delle città simbolo del III Reich (c.d. Führerstadt) con l'obiettivo di farne un centro economico e culturale. Questi piani comprendevano una ristrutturazione urbana di vasta portata, con ri-progettazione delle rive del Danubio e creazione di un polo culturale. Solo piccole parti di questi piani furono realizzate dal 1938: per quanto riguarda il ponte, sono stati realizzati gli edifici della testa di ponte meridionale; inoltre sono state realizzate le estese incorporazioni sulla sponda nord e sud e le relative misure di costruzione residenziale.

### Il "Ponte dei Nibelunghi"
All'interno della progettazione per la Führerstadt Linz, l'incarico per il ponte venne affidato all'ingegnere Karl Schaechterle e all'architetto Friedrich Tamms, mentre la direzione dei lavori a Werner Sarlay. Il design della struttura (un solido ponte a trave a tre luci, con campate di 75 m ai bordi e 100 m al centro) fu approvato nell'estate del '38 e la costruzione iniziò nel settembre dello stesso anno. I lavori vennero ultimati nel 1940.
L'esatta origine del nome "Ponte dei Nibelunghi" non è chiara. Secondo fonti contemporanee, la denominazione si dovrebbe ai c.d. "Padri del ponte", i Nibelunghi, poiché il mito vuole che Crimilde e i suoi fratelli abbiano attraversato l'area di Linz mentre si recavano da Attila, Re degli Unni. Riferimento plastico alla saga dei Nibelunghi erano le quattro statue equestri alte 6,5 m posizionate sul ponte e raffiguranti i personaggi di Sigfrido, Crimilde, Brunilde e Gunter. Altre due statue, "Hagen" e "Volker", avrebbero dovuto adornare i ponti di Urfahr. A causa della guerra, le statue (commissionate da Hitler allo scultore Bernhard Graf Plettenberg) non furono realizzate. In occasione di una visita guidata, due delle statue ("Crimilde" e "Sigfrido") furono realizzate in gesso da Plettenberg in scala 1: 1 e posizionate sul ponte per alcuni mesi.
Contemporaneamente alla costruzione del Ponte dei Nibelunghi, alcuni edifici su entrambe le sponde del Danubio furono demoliti per fare spazio ai Brückenkopfgebaude (it. "Edifici del Ponte"), tra cui numerosi edifici storici della piazza principale di Linz. I due edifici, identici, ospitarono fino al maggio 2008 parti della Linz Art University e l'ufficio delle imposte cittadino. Gli edifici speculari sul lato Urfahraner non poterono essere realizzati ed al loro posto vennero eretti il nuovo municipio e il Centro Ars Electronica.

### Il Ponte dei Nibelunghi dal Dopoguerra a oggi

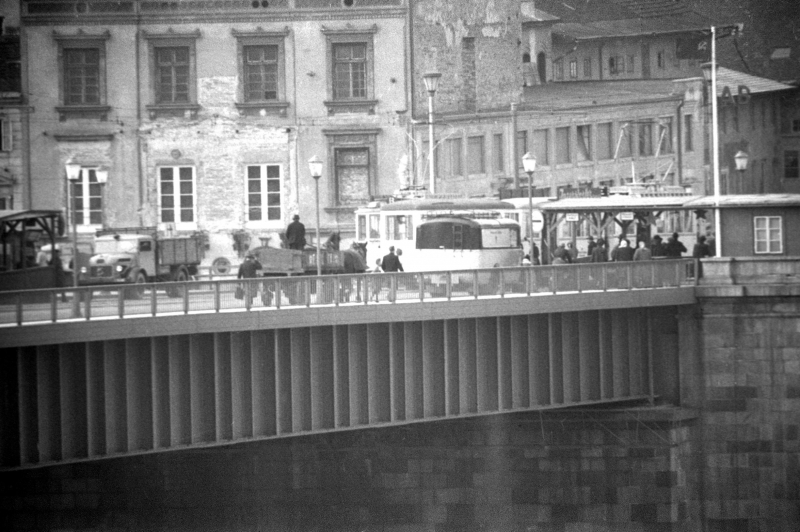
Il confine della zona d'occupazione sovietica a Linz nel 1952.

Durante l'occupazione alleata dell'Austria, la regione del Mühlviertel toccò all'URSS. Dal 31 luglio 1945 (data della partenza delle ultime truppe US da Urfahr) al 8 giugno 1953 (il Mühlviertel tornò sotto l'amministrazione dell'Alta Austria solo l'11 agosto 1955 a seguito del c.d. "Trattato di Stato austriaco"") il ponte sul Linz venne sfruttato dalle truppe sovietiche per controllare merci e passeggeri dalla testa di ponte di Urfahraner. Dopo questo periodo, la popolazione di Linz ha celebrato l'abolizione dei controlli costanti: il governatore Heinrich Gleissner ha ballato un valzer con Elmira Koref, moglie del sindaco di Linz Ernst Koref.
Il 9 novembre del 1962, la Österreichische Post ha incluso il Ponte dei Nibelunghi nelle opere raffigurate sui francobolli da 2,50 scellini.